# Ела, ела
„Ела, ела“ е втора песен на българския певец Слави Трифонов от дванадесети си студиен албум „Часът на Бенда“.